# Kevin Ortiz
Kevin Daniel Ortiz (Roldán, 18 settembre 2000) è un calciatore argentino, centrocampista del Rosario Central.

## Caratteristiche tecniche
Gioca come mediano davanti alla difesa.

## Carriera
Ortiz è cresciuto nel settore giovanile del Rosario Central, con cui ha firmato il primo contratto professionistico il 9 febbraio 2022. Ha esordito in prima squadra due giorni dopo nell'incontro di Primera División pareggiato 1-1 contro l'Arsenal Sarandí. Il 9 settembre 2022 ha trovato la prima rete in carriera nella trasferta persa 2-1 sul campo dell'Argentinos Juniors.

## Statistiche

### Presenze e reti nei club
Statistiche aggiornate al 2 aprile 2024.
| Stagione        | Squadra         | Campionato      | Campionato | Campionato | Coppe nazionali | Coppe nazionali | Coppe nazionali | Coppe continentali | Coppe continentali | Coppe continentali | Altre coppe | Altre coppe | Altre coppe | Totale | Totale | Totale |
| Stagione        | Squadra         | Comp            | Pres       | Reti       | Comp            | Pres            | Reti            | Comp               | Pres               | Reti               | Comp        | Pres        | Reti        | Pres   | Reti   |        |
| --------------- | --------------- | --------------- | ---------- | ---------- | --------------- | --------------- | --------------- | ------------------ | ------------------ | ------------------ | ----------- | ----------- | ----------- | ------ | ------ | ------ |
| 2022            | Rosario Central | PD              | 16         | 1          | CA+CdL          | 0+1             | 0               |                    | -                  | -                  |             | -           | -           | 17     | 1      |        |
| 2023            | Rosario Central | PD              | 23         | 0          | CA+CdL          | 2+14            | 0               |                    | -                  | -                  | TdC         | 1           | 0           | 40     | 0      |        |
| 2024            | Rosario Central | PD              | 0          | 0          | CA+CdL          | 0+9             | 0               |                    | -                  | -                  |             | -           | -           | 9      | 0      |        |
| Totale carriera | Totale carriera | Totale carriera | 39         | 1          |                 | 26              | 0               |                    | -                  | -                  |             | 1           | 0           | 66     | 1      |        |

## Palmarès

### Club

#### Competizioni nazionali
- Copa de la Liga Profesional: 1

Rosario Central: 2023